# Goražde

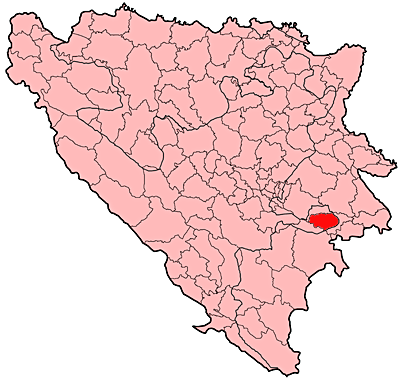
Location of Goražde in BiH

Goražde (Servisch: Горажде) is een stad in het oosten van Bosnië en Herzegovina, in het kanton Bosnisch Podrinje van de Federatie van Bosnië en Herzegovina. De stad is gelegen aan de rivier de Drina en heeft 37.573 inwoners (2013).
In Goražde bevindt zich een als werelderfgoed erkende necropolis met middeleeuwse stećci-grafstenen.
Gedurende de Bosnische Oorlog was Goražde (naast Žepa en Srebrenica) een van de drie enclaves die Bosniakken in het oosten van het land hadden, omringd door Serviërs. In april 1993 werd het gebied een Safe Area, waarbij de Verenigde Naties de burgerbevolking moest beschermen. Tussen 30 maart en 23 april 1994 voerden de Serviërs een groot offensief tegen de enclave, waardoor de VN-troepen vluchtten en 694 mensen stierven; 1917 mensen raakten gewond voordat het offensief eindigde. Het merendeel van de slachtoffers waren burgers. De Bosniakken bleven de enclave de gehele oorlog in handen houden, waardoor het de enige plaats in het oosten van Bosnië was die niet etnisch gezuiverd werd. In het Verdrag van Dayton werd vastgelegd dat de stad via een corridor verbonden zou worden met de rest van de Federatie van Bosnië en Herzegovina.
Federatie van Bosnië en Herzegovina:

Banovići · Bihać · Bosanska Krupa · Bosanski Petrovac · Bosansko Grahovo · Breza · Bugojno · Busovača · Bužim · Čapljina · Cazin · Čelić · Centar · Čitluk · Drvar · Doboj Istok · Doboj Jug · Dobretići · Domaljevac-Šamac · Donji Vakuf · Foča-Ustikolina · Fojnica · Glamoč · Goražde · Gornji Vakuf-Uskoplje · Gračanica · Gradačac · Grude · Hadžići · Ilidža · Ilijaš · Jablanica · Jajce · Kakanj · Kalesija · Kiseljak · Kladanj · Ključ · Konjic · Kreševo · Kupres · Livno · Ljubuški · Lukavac · Maglaj · Mostar · Neum · Novi Grad · Novo Sarajevo · Novi Travnik · Odžak · Olovo · Orašje · Pale-Prača · Posušje · Prozor-Rama · Ravno · Sanski Most · Sapna · Široki Brijeg · Srebrenik · Stari Grad · Stolac · Teočak · Tešanj · Tomislavgrad · Travnik · Trnovo · Tuzla · Usora · Vareš · Velika Kladuša · Visoko · Vitez · Vogošća · Zavidovići · Zenica · Žepče · Živinice

De hoofdstad Sarajevo bestaat uit de gemeenten Centar, Novi Grad, Novo Sarajevo en Stari Grad.
Servische Republiek:

Banja Luka · Berkovići · Bijeljina · Bileća · Bosanska Kostajnica · Brod · Bratunac · Čajniče · Čelinac · Derventa · Doboj · Donji Žabar · Foča · Gacko · Gradiška · Han Pijesak · Istočni Drvar · Istočna Ilidža · Istočni Mostar · Istočno Novo Sarajevo · Istočno Sarajevo · Istočni Stari Grad · Jezero · Kalinovik · Kneževo · Kozarska Dubica · Kotor Varoš · Krupa na Uni · Srpski Kupres · Laktaši · Ljubinje · Lopare · Milići · Modriča · Mrkonjić Grad · Nevesinje · Novi Grad · Osmaci · Oštra Luka · Pale · Pelagićevo · Petrovac · Petrovo · Prijedor · Prnjavor · Ribnik · Rogatica · Rudo · Šamac · Šekovići · Šipovo · Sokolac · Srbac · Srebrenica · Teslić · Trebinje · Trnovo · Ugljevik · Ustiprača · Višegrad · Vlasenica · Vukosavlje · Zvornik